# 本光寺 (佐渡市宮川)
本光寺（ほんこうじ）は、新潟県佐渡市宮川にある日蓮宗の寺院。山号は日朗山。旧本山は大本山本圀寺(六条門流)。六老僧の日朗菩薩が佐渡流罪の赦免状を披見した場所。至孝第一日朗聖人遺骨を祀る。立正大師日蓮が座った赦免石や袈裟を掛けた袈裟掛けの松近くには日蓮と日朗が再会した日朗坂等が残る。

## 歴史
- 日行（朗門の九鳳の一人）が師の日朗を開山に創建、慶長元年（1596年）地鎮が再興という。

## 境内
- 本堂

## 歴史
- 妙音坊日行

## 交通アクセス
- 新潟交通佐渡 南線「本光寺前」バス停（県道65号沿い）より徒歩すぐ

## 佐渡市の日蓮宗寺院
- 妙照寺（霊跡寺院）
- 根本寺（霊跡寺院）
- 妙宣寺（由緒寺院）

## 参考資料
- 日蓮宗寺院大鑑編集委員会『宗祖第七百遠忌記念出版 日蓮宗寺院大鑑』大本山池上本門寺 (1981年)
- 市川智康『佐日蓮聖人の湯歩まれた道』水書房